# The Perfect Vagina
The Perfect Vagina (Die perfekte Vagina) ist ein britischer Dokumentarfilm von Lisa Rogers und Heather Leach aus dem Jahr 2008. Er behandelt das Thema der kosmetischen Vaginalchirurgie als Modetrend, hauptsächlich aus Sicht der betroffenen Frauen.
Der Film wurde erstmals am 17. August 2008 auf Channel 4 ausgestrahlt.

## Handlung
Zu Beginn des Films sagt die 36-jährige Lisa Rogers:

„Ich beschloss einen Film über Frauen und Vaginas zu machen, weil ich verstehen will, warum Frauen ihre Teile abgeschnitten haben wollen. Ich denke wir Frauen sind besessen von unserem Erscheinungsbild, wir setzen uns zu stark unter Druck: Perfektes Haar, perfektes Gesicht, perfekte Brüste, schmale Hüfte, perfekter Po, enthaarte Beine, flacher Bauch – und es ist immer die Frage: Für wen wollen wir diese Eingriffe haben? Für uns selbst? Vielleicht auch, aber wahrscheinlicher ist, dass wir für Männer attraktiv sein wollen.“

 und

„Ich versuche herauszufinden, warum es eine zunehmende Anzahl von Frauen in Großbritannien gibt, die ihre Vagina zu hassen scheinen.“

Lisa Rogers beschließt, der Frage nachzugehen, und begibt sich auf eine Reise, um sich persönlich mit den Sachverhalten vertraut zu machen und verschiedene Personen zu befragen.
Als Erstes besucht Lisa ihre Hausärztin, die ihr mitteilt, dass sich im nationalen Gesundheitswesen die Zahl der Labioplastiken in den letzten fünf Jahren verdoppelt hat. Mit dieser Information konfrontiert sie ihren liberal eingestellten Mann, der bekundet, dass es ihn nicht im Geringsten kümmert, wie die Geschlechtsorgane ihrer Freundinnen aussehen: „Die Menge an Haaren dort unten ist das Einzige, das auffällt.“ In einem Brazilian-Waxing-Salon lässt sie sich epilieren. Sie erfährt von der mit der Materie vertrauten Mitarbeiterin, dass die ganze Unsicherheit hinsichtlich der eigenen Vagina nach der legendären „Bikini-Wax-Episode“ aus Sex and the City begonnen hat.
Sie diskutiert das Thema mit vier befreundeten jungen Männern: Kann eine nicht perfekte Vagina ein Trennungsgrund sein? Die einhellige Meinung der Gruppe ist, dass dieses Thema bei ihnen keine Rolle spielt (no concern). Bei dem anschließenden Gespräch mit Lisas Mutter und deren drei Freundinnen ist die Stimmung verhalten. Die Elterngeneration ist nicht geübt darin, intime Details in der Öffentlichkeit zu diskutieren (weird situation).
Lisa reist nach Brighton zu dem Bildhauer Jamie McCartney. Dieser fertigt für seine Skulptur The Great Wall of Vagina Abdrucke von den weiblichen Geschlechtsorganen an. Lisa lässt sich einen Abdruck machen und vergleicht ihre Anatomie mit der Vielfalt der anderen Formen. Zur Klärung der Frage, warum junge Frauen operiert werden, begibt sich Lisa zu einem Chirurgen, der bekundet, auch 16-Jährige zu operieren. Eine Indikation liegt nach seiner Meinung vor, wenn erhebliche anatomische Abweichungen eine massive Einschränkung der Lebensqualität der Patienten bedeuten. Er zeigt ein Bild einer jungen Frau mit massiv vergrößerten inneren Schamlippen. Lisa lässt sich von dem Chirurgen begutachten.
Zurück zu Hause, trifft Lisa zwei dort tätige Handwerker. Sie fragt beide nach dem Stellenwert des Aussehens der weiblichen Scham. Die Antwort ist offen und direkt: „Es ist wie die Präsentation einer Mahlzeit. Du musst etwas haben, das schön aussieht, bevor du es kostest.“ 
Bei ihrer Internetrecherche am heimischen Rechner stößt Lisa auf das Thema der operativen Wiederherstellung des Hymens. Sie begibt sich in ein muslimisches Jugendzentrum und trifft dort auf eine junge Frau, die sich diesem Eingriff unterziehen will. Die Muslima schildert ihr Verhältnis mit einem Mann, der ihr verschwiegen hatte, bereits verheiratet zu sein. Um die Familienschande abzuwenden, wurde für sie eine Hochzeit arrangiert, bei der sie jungfräulich sein muss.
Auf der letzten Station ihrer Reise trifft Lisa eine 32-jährige Freundin. Diese hatte die letzten drei Jahre nach der Geburt ihres Kindes mit ihrem Genital gehadert (feels like a flappy tunnel) und will sich nun dringend operieren lassen. Beide besuchen eine Therapeutin für ganzheitliche Psychosexualität. Dort treffen sich Frauen, um in Gruppen ihr Genital zu begutachten und darüber zu sprechen. Lisa und ihre Freundin nehmen an der Sitzung teil.
In Episoden wird über den Verlauf der Dokumentation hinweg die 21-jährigen Rosie gezeigt, die wegen der abfälligen Bemerkungen ihrer Schwester beschließt, sich einer operativen Schamlippenverkleinerung zu unterziehen. In detaillierten Aufnahmen werden der chirurgische Eingriff unter lokaler Betäubung sowie die Nachbehandlung gezeigt, die für Rosie sehr schmerzhaft sind.
Lisa Rogers beschließt die Dokumentation mit den Worten:

„Ich habe Chirurgen und alternative Therapien gesehen und ich komme zu meiner eigenen Lösung, die keinen Pfennig kostet: Es spielt schlicht keine Rolle, wie die Vagina aussieht. Liebe sie.“

## Kritik
„Rogers besteht darauf, dass sie zunächst ihren eigenen Genitalbereich besser kennenlernen muss, um sich eingehend mit dem Problem befassen zu können. Aber ihre Bereitwilligkeit den Rock für ihre Interviewpartner zu lüpfen – Brazilian Waxer, Chirurgen, einem Bildhauer, der sich auf Vaginas spezialisiert hat, und einer Therapeutin für ganzheitliche Psychosexualität, die Frauen dazu ermuntert, über ihre Genitalien zu sprechen – trägt nicht viel zu ihren Nachforschungen bei. Nichtsdestotrotz war es ein schockierender Blick auf einen weit verbreiteten Trend.“

„Für einige Frauen könnte allein das Anschauen des Films hilfreich sein. Aber wenn wir nach einem ‚anderen Weg‘ suchen, sollten wir nicht die Frauen dazu ermutigen, ihr Schamhaar wieder wachsen zu lassen? Die Schamlippen vieler Frauen scheinen besser in ihr natürliches Umfeld zu passen. Eine Rückkehr zur Schambehaarung würde vielen Frauen eine Menge Schmerzen ersparen, ganz zu schweigen von Geld und Sorgen.“